# ホセ・ルイス・ロドリゲス (パナマのサッカー選手)
ホセ・ルイス・ロドリゲス・フランシス（José Luis Rodríguez Francis、1998年6月19日 - ）は、パナマ・パナマ市出身のサッカー選手。FCフアレス所属。パナマ代表。ポジションはミッドフィールダー、フォワード。

## クラブ経歴
地元クラブのチョリージョFCでプレーをはじめ、2015-16シーズンにトップチームに昇格。2015年7月17日のアトレティコ・チリキ戦でプロデビューを果たした。2016年4月2日のアリアンサFC戦でプロ初ゴールをマーク。
2016年、買取オプション付きのレンタルでKAAヘントのU-21チームに加入。2016年12月9日、買取オプションが行使され2019年までの契約を結んだ。
2018年9月、NKイストラ1961に移籍。
2019年2月1日、デポルティーボ・アラベスのBチームに加入。2019-20シーズン終盤にトップチームに昇格し、2020年7月1日のレアル・マドリード戦でラ・リーガ初出場。
2020年9月4日、アラベスと2022年までの契約を締結した後、CDルーゴへのローン移籍が発表された。
2021年7月30日、2021-22シーズンはスポルティング・デ・ヒホンにレンタル移籍することが発表された。
2022年8月15日、FCファマリカンに4年契約で移籍。
2024年6月21日、レッドスター・ベオグラードと1年延長オプションつきの3年契約を締結した。

## 代表経歴
2015年3月、U-17代表の一員としてCONCACAF U-17選手権に参加、ハイチ戦でゴールを挙げた。
2018年5月14日、2018 FIFAワールドカップ暫定登録メンバーに選出された。大会直前に開催された北アイルランド代表との親善試合に出場しフル代表初キャップを刻んだ。
最終登録メンバーにも選出され、グループステージのベルギー戦で途中出場した。

## 代表歴

### 出場大会
- パナマ代表
  - 2018 FIFAワールドカップ

### 試合数
- 国際Aマッチ 44試合 4得点（2018年-）[17]

| パナマ代表 | 国際Aマッチ | 国際Aマッチ |
| 年         | 出場        | 得点        |
| ---------- | ----------- | ----------- |
| 2018       | 10          | 0           |
| 2019       | 8           | 0           |
| 2020       | 0           | 0           |
| 2021       | 14          | 2           |
| 2022       | 8           | 0           |
| 2023       | 4           | 2           |
| 2024       |             |             |
| 通算       | 44          | 4           |